# Marga Frank
Margarethe „Marga“ Frank (* 1. September 1922 in Wien als Margarethe Güttler; † 19. Juni 2013) war eine österreichische Schriftstellerin, die vor allem Kinder- und Jugendbücher schrieb. Darüber hinaus war sie im Österreichischen Rundfunk (ORF) tätig; sie leitete ab dem ersten Tag den Kinderfunk und konzipierte die Sendung Das Traummännlein kommt, die nach der großen Sonntagvormittagsrevue von Heinz Conrads die meistgehörten Serie im österreichischen Rundfunk war.

## Leben und Karriere
Marga Frank wurde am 1. September 1922 als Tochter von Stefanie und Otto Güttler im Wiener AKH geboren. In Wien wuchs sie unter ärmlichen Verhältnissen auf, verbrachte aber auch Zeit bei ihren Großeltern am Bauernhof. Durch ihre Mutter, die sie als Kind oftmals ins Burgtheater mitnahm, wurde ihre Liebe zum Sprechstück geweckt. Ihr Vater war im Orchester der Volksoper Wien, wo er Klarinette und Piccolo spielte. In ihrer Heimatstadt besuchte sie die zweijährige Handelsschule und strebte eigentlich eine Laufbahn als Ärztin an. Im Fach Deutsch wurde sie dabei unter anderem von Max Stebich unterrichtet. Noch in jungen Jahren heiratete sie Siegfried Frank und bekam im Jahre 1941 mit ihm den Sohn Jürgen Frank, der später ein Vorstandsmitglied der Brau Union werden sollte und noch heute als ordentliches Mitglied im Bund Österreichischer Braumeister und Brauereitechniker ist. Durch ihre frühe Heirat und den Zweiten Weltkrieg musste sie ihren Berufswunsch schlussendlich aufgeben. Bis Kriegsende war sie als Schreibhelferin zum Wehrdienst verpflichtet, wo sie zuletzt im Ennstal stationiert war, von wo sie sich über die Demarkationslinie nach Wien zu ihrem Kind und ihren Eltern durchschlug. Um ihre Familie und die Eltern finanziell zu unterstützen bzw. zu erhalten, musste sie im Jahre 1945 sofort ins Berufsleben einstiegen, wobei sie kurzfristig bei der Ärztekammer in Wien beschäftigt war.
Im Oktober 1945 begann sie als Angestellte der RAVAG ihre Arbeit als Stenotypistin in der wissenschaftlichen Abteilung des späteren ORF. Später arbeitete sie im Büro des Programmdirektors Alfons Übelhör, der von 1945 bis 1949 die Wissenschaftsredaktion leitete. Bereits im November schrieb sie Szenen für im Radio veröffentlichte Produktionen. Ab 1946 scheint sie schon mit einem eigenen Kinderprogramm auf Radio Wien auf. Weiters schrieb sie auch Beiträge für die Zeitschrift Kinderpost. Zu ebendieser Zeit begann sie auch ihre schriftstellerischen Tätigkeiten, wobei sie vor allem Kinder-, Mädchen- und Märchenbücher verfasste. Ihre Bücher schrieb sie, neben ihrem Dienst, zumeist in der Nacht. Anlass für das Schreiben von Kinderbüchern war ihre Ansicht, dass es zum damaligen Zeitpunkt zu wenig Kinderbücher am Markt gab und die, die es gab, nicht besonders schön waren. Im Bereich der Kinder- und Jugendbücher wurde sie mit ihrer Evi-Reihe, zu der es auch über zwei Jahrzehnte später noch Neuauflagen und gänzlich neue Werke gab, zu einer Bestsellerautorin. Mit 29 Jahren heiratete sie ein zweites Mal, ließ sich aber zwei Jahre später wieder scheiden und nahm wieder den Familiennamen aus erster Ehe an. Des Weiteren hatte sie zwei Ziehtöchter.
Mit der offiziellen Gründung des ORF am 1. August 1955 wurde Frank, nach einem Intermezzo im Schulfunk unter dem dortigen Abteilungsleiter Franz Gregora, zur Leiterin des Kinderfunks bestellt. Zusammen mit Inge Maria Grimm (1921–2018) konzipierte sie eine neue Figur für eine Gute-Nacht-Sendung, die als Nachfolger des „Sandmännchens“ diente und ab 11. September 1955 unter dem Titel Das Traummännlein kommt lief. Der Schauspieler und Sprecher Herbert Lenobel verlieh dem Traummännlein von diesem Zeitpunkt an bis 1967 seine Stimme. Ihm folgte Peter Gruber von 1967 bis zur Einstellung der Sendung 1994. Nach der großen Sonntagvormittagsrevue von Heinz Conrads wurde ihre Sendung Das Traummännlein kommt zur meistgehörten Serie im österreichischen Rundfunk. Später folgten noch weitere Hörspiele für Kinder und unter anderem die Sendung Seid mucksmäuschen still, die ebenfalls aus einer Zusammenarbeit mit Grimm entstand und zu der es auch eine Buchveröffentlichung gab. Zu ebendieser Zeit entstanden auch diverse Kindergartensendungen. Noch bis in die frühen 1980er Jahre schrieb Frank Kinder- und Jugendbücher und ging im Jahre 1982 in Pension. Seitdem betätigte sie sich weiterhin im sozialen Bereich und half zum Beispiel unentgeltlich in einer Röntgenordination als Assistentin aus. Weiters ging sie in die Kinderspitäler und führte Kasperltheater vor – dies tat sie auch zehn Jahre lang im Funkhaus – und hielt Lesungen. Zeitlebens wurde sie mehrfach ausgezeichnet und erhielt diverse Ehrungen.
Marga Frank, Mitglied der IG Autorinnen Autoren und des Österreichischen Schriftsteller/innenverbandes, wurde im Jahre 1981 mit dem Silbernen Ehrenzeichen für Verdienste um die Republik Österreich und im selben Jahr mit dem Österreichischen Ehrenzeichen für Wissenschaft und Kunst ausgezeichnet. Am 19. Juni 2013 starb Frank 90-jährig. Ihr Leichnam wurde eingeäschert; die Urnenbeisetzung fand am 10. August 2013 am Friedhof in Sulz im Burgenland statt.

## Werke (Auswahl)
- 1946: Wie der liebe Gott Österreich erschaffen hat
- 1946: Ein Märchenbuch für kleine Leut’
- 1947: O ferne fremde Welt
- 1948: Evis Reise in den Sommer
- 1948: Ein Jahr mit Evi
- 1948: Evis Heimkehr
- 1949: Dreimal Dunki
- 1949: Und was weiter, Evi?; neue Auflage unter dem Titel Wie geht’s weiter, Evi?: 1963
- 1950: Die Maxi. Eine Schulmädelgeschichte.
- 1950: Maxi in der großen Stadt; neue Auflage: 1963
- 1950: Fräulein Evi Pacher; neue Auflage: 1971
- 1951: Maxi wird vernünftig
- 1951: Zwölf kleine Kerzlein
- 1951: Fischlein Silberflink und andere Märchen
- 1953: „Ich komme mit nach Afrika ...“
- 1960: Das Traummännlein kommt
- 1961: Das Traummännlein ist da!
- 1965: Aus Traummännleins großem Sack
- 1968: Die zwei Freundinnen
- 1968: Unsere Evi
- 1969: Evis große Reise
- 1970: Alle helfen Evi
- 1972: Hitzkopf Maxi
- 1980: Neue Geschichten vom Traummännlein

## Auszeichnungen und Ehrungen (Auswahl)
- 1981: Silbernes Ehrenzeichen für Verdienste um die Republik Österreich
- 1981: Österreichisches Ehrenzeichen für Wissenschaft und Kunst